# Microsoft Office 2011 pour Mac
Chronologie des versions
Microsoft Office 2008 pour Mac Microsoft Office 2016 pour Mac
Microsoft Office 2011 pour Mac est la version de la suite bureautique Microsoft Office pour macOS qui a succédé en 2011 à Microsoft Office 2008 pour Mac, offrant des fonctionnalités comparables à Microsoft Office 2010 pour Windows.

## Éditions
| Applications         | Famille et Étudiants | Famille et Petite Entreprise |
| -------------------- | -------------------- | ---------------------------- |
| Microsoft Word       | Oui                  | Oui                          |
| Microsoft PowerPoint | Oui                  | Oui                          |
| Microsoft Excel      | Oui                  | Oui                          |
| Microsoft Outlook    | Non                  | Oui                          |

#### Office
- Jean-Sébastien Chérel, Mac OS X Lion & Microsoft Office Mac 2011, Paris, Micro Application, coll. « Le Guide complet Titan », 2012 (ISBN 978-2-8224-0081-7)
- Jean-Sébastien Chérel, Microsoft Office Mac 2011, Paris, Micro Application, coll. « Le Guide complet », 2012 (ISBN 978-2-8224-0038-1)
- Bob Levitus (trad. de l'anglais), Office Mac 2011, Paris, First Interactive, coll. « Pour les Nuls », 2011, 544 p. (ISBN 978-2-7540-2549-2, présentation en ligne)
- Microsoft Office 2011 : Word, Excel, PowerPoint et Outlook 2011 pour Mac, Paris, ENI Éditions, coll. « Référence Bureautique », 2012, 418 p. (ISBN 978-2-7460-7216-9, présentation en ligne)

#### Word
- Word 2011 pour Mac, Paris, ENI Éditions, coll. « Référence Bureautique », 2011, 416 p. (ISBN 978-2-7460-6213-9, présentation en ligne)

#### Excel
- Excel 2011 pour Mac, Paris, ENI Éditions, coll. « Référence Bureautique », 2011, 382 p. (ISBN 978-2-7460-6212-2, présentation en ligne)

#### Outlook
- Maria Langer, Microsoft Outlook for Mac 2011, Sebastopol, Microsoft Press, coll. « Step by Step », 2013, 448 p. (ISBN 978-0-7356-5189-0, présentation en ligne)